# کورسمندرهای گرمسیری
کورسمندرهای گرمسیری (نام علمی: Scolecomorphidae) نام یک تیره از راسته سمندرهای کرمی است.